# Беллінцона
Беллінцона (італ. Bellinzona) — місто  в Швейцарії, адміністративний центр кантону Тічино та округу Беллінцона. Місто розташоване біля підніжжя Альп на схід від річки Тічино на висоті 230 метрів над рівнем моря.

## Географія
Місто розташоване на відстані близько 150 км на південний схід від Берна.
Беллінцона має площу 164,2 км², з яких на 9,5% дозволяється будівництво (житлове та будівництво доріг), 11,8% використовуються в сільськогосподарських цілях, 69,1% зайнято лісами, 9,6% не є продуктивними (річки, льодовики або гори).

## Історія
Вперше Беллінцона згадується у 590 році як стратегічний пункт на шляху до перевалу Сен-Готтард і Сен-Бернарського перевалу. З 1242 року місто належало міланським правителям. У XII–XIV століттях у місті, завдяки його розташуванню на важливому торговельному шляху, процвітала торгівля. У другій половині XIV століття поперек долини річки Тічино міланського герцога Вісконті була вибудувана довга стіна, що дало можливість Мілану захищати торгові шляхи і стягувати податок за проїзд до перевалу Сен-Готтард. Після смерті в 1402 році герцога Джан Галеаццо Вісконті місто кілька разів змінювало власників, боротьбу за право володіння стратегічно важливим об'єктом на торговельному шляху вели герцоги Мілана і Турина. Військові дії припинилися тільки після приходу до влади міланського герцога Сфорца. Однак, у 1478 році мир знову було порушено нападом з боку швейцарців. Після цього міланськими правителями була проведена реконструкція і посилення укріплень двох замків, покликаних захищати місто. На місці башти, побудованої за 200 років до цього, був споруджений замок Сассо Корбато.
У 1499 році період міланського правління закінчився із завоюванням Мілана французьким королем Людовіком XII. Він захопив Беллінцону, у якій розмістив королівські війська чисельністю 1000 чоловік. Взимку 1499–1500 рр. у результаті збройного повстання громадян міста французька армія була вигнана, а 14 квітня 1500 року Беллінцона приєдналася до Швейцарської Конфедерації.
У 1803 році Беллінцона стала частиною незалежного кантону Тічино і до 1814 року була його столицею. З цього часу до 1878 року столицею кантону по черзі були Беллінцона, Лугано і Локарно, змінюючись через кожні 6 років.

## Демографія

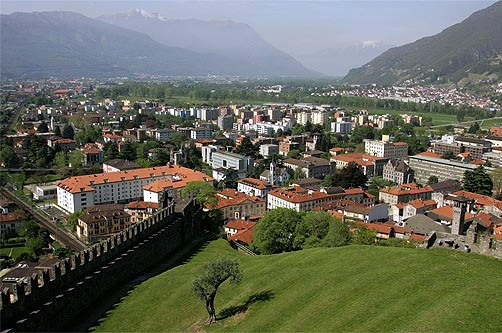
Вигляд Беллінцони з замку Монтебелло

2019 року в місті мешкало 43 279 осіб (+7,5% порівняно з 2010 роком), іноземців було 25,5%. Густота населення становила 264 осіб/км².
За віковим діапазоном населення розподілялося таким чином: 19,5% — особи молодші 20 років, 59,7% — особи у віці 20—64 років, 20,8% — особи у віці 65 років та старші. Було 19666 помешкань (у середньому 2,2 особи в помешканні).
Із загальної кількості 25 731 працюючого 366 було зайнятих в первинному секторі, 3271 — в обробній промисловості, 22 094 — в галузі послуг.
2008 року 29,4% населення міста складали іноземні громадяни. З 1997 до 2007 року населення збільшилось на 0,7%.
Більшість населення (станом на 2000 рік) спілкується італійською мовою (87,4%), німецькою мовою користуються 3,6% населення, сербсько-хорватською мовою — 2,5% жителів міста. Зі швейцарських офіційних мов (станом на 2000 рік) 14 392 жителів міста розмовляють італійською мовою, 590 — німецькою, 189 осіб — французькою і 13 жителів міста володіють романшською мовою. Решта (1279 осіб) спілкуються іншими мовами. Населення муніципального району Беллінцони становило 47 128 жителів, до його складу входили 16 муніципальних утворень.
За гендерною ознакою населення Беллінцони у 2008 році поділялось таким чином: 46,6% складали чоловіки і 53,4% — жінки. Із загальної кількості чоловічого населення 5 503 (31,8% населення) склали громадяни Швейцарії, 2 567 осіб (14,8%) — чоловіки — громадяни інших держав. Серед жіночого населення міста 6 781 осіб (39,1%) складали громадянки Швейцарії, 2 472 особи (14,3%) — іноземки.
За віком населення Беллінцони у 2009 році поділялось таким чином:
- 1530 дітей (8,8% населення) віком від 0 до 9 років;
- 1623 дітей і підлітків (9,4% населення) віком від 10 до 19 років;
- 2091 осіб (12,1% населення) віком від 20 до 29 років;
- 2526 осіб (14,6% населення) віком від 30 до 39 років;
- 2721 осіб (15,7% населення) віком від 40 до 49 років;
- 2260 осіб (13,0% населення) віком від 50 до 59 років;
- 1969 осіб (11,4% населення) віком від 60 до 69 років;
- 1470 осіб (8,5% населення) віком від 70 до 79 років;
- 1133 осіб (6,5% населення) віком від 80 до 89 років[9].

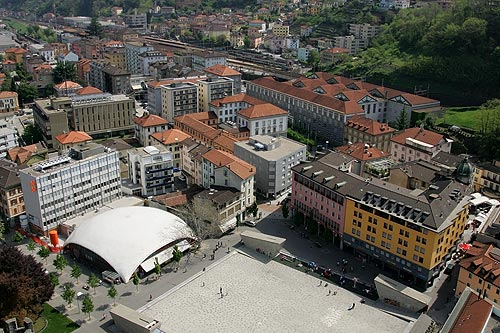
П'яцца дель Соль, пошта і вокзал Беллінцони

У 2003 році середній розмір плати за оренду квартири у Беллінцоні становив 956,03 швейцарських франків (CHF) на місяць (US $ 760, £ 430, € 610). Середня ставка оренди однокімнатної квартири становила 673,24 CHF (US $ 540, £ 300, € 430), двокімнатної квартири була близько 740,60 CHF (US $ 590, £ 330, € 470), трикімнатної квартири — близько 910,37 CHF (США $ 730, £ 410, € 580), оренда квартири з шістьма і більше кімнатами становила в середньому 1406,75 CHF (US $ 1 130, £ 630, € 900).

## Релігія

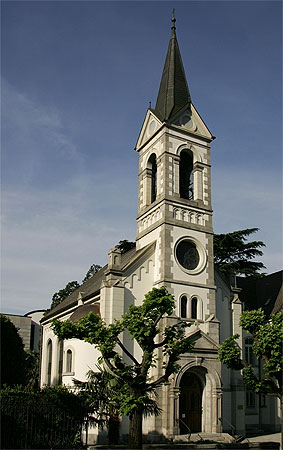
Швейцарська реформатська церква у Беллінцоні

Згідно з переписом населення, проведено у 2000 році, із загальної кількості населення Беллінцони 12 185 жителів, або 74,0% були римо-католиками, а 651 житель (4,0%) були вірними швейцарської реформатської церкви. 2164 осіб (або близько 13,14% населення) належали до інших церков та 1463 осіб (або близько 8,89% населення) не відповіли на запитання.

## Економіка
У 2007 році рівень безробіття у Беллінцоні становив 5,16%. У 2005 році структура економіки міста була такою:
- 10 підприємств первинного сектору, на яких працювало 33 особи;
- 149 підприємств обробної промисловості, на яких були працевлаштовані 1691 особи;
- 1093 підприємств сфери послуг, на яких працювало 11 647 осіб[6].

Більше 50,6% зайнятих в економіці міста діставалися на місце роботи особистим автомобілем, 8,8% зайнятих користувалися громадським транспортом.
Беллінцона є важливим транспортним вузлом, який перетинають автомобільні та залізничні магістралі, що ведуть до перевалу Сен-Готтард. Через місто проходять автомагістралі А2 Базель — Готтард — Беллінцона — Лугано і А13 Санкт-Маргрете — Кур — Сан-Бернардіно — Беллінцона. Сен-Готтардська залізниця з Люцерна також проходить через Беллінцону.
Основу місцевої промисловості утворює машинобудування. Основним роботодавцем є Швейцарська федеральна залізниця.
Беллінцона — важливий туристичний центр. У 2009 році в місті функціонувало 9 готелів з 145 номерами.

## Пам'ятки і туризм
В околицях Беллінцони розміщені три замки (Кастельгранде, Монтебелло і Сассо Корбаро), внесені у 2000 році до переліку об'єктів всесвітньої спадщини ЮНЕСКО. До цього переліку також належить історичний центр міста.

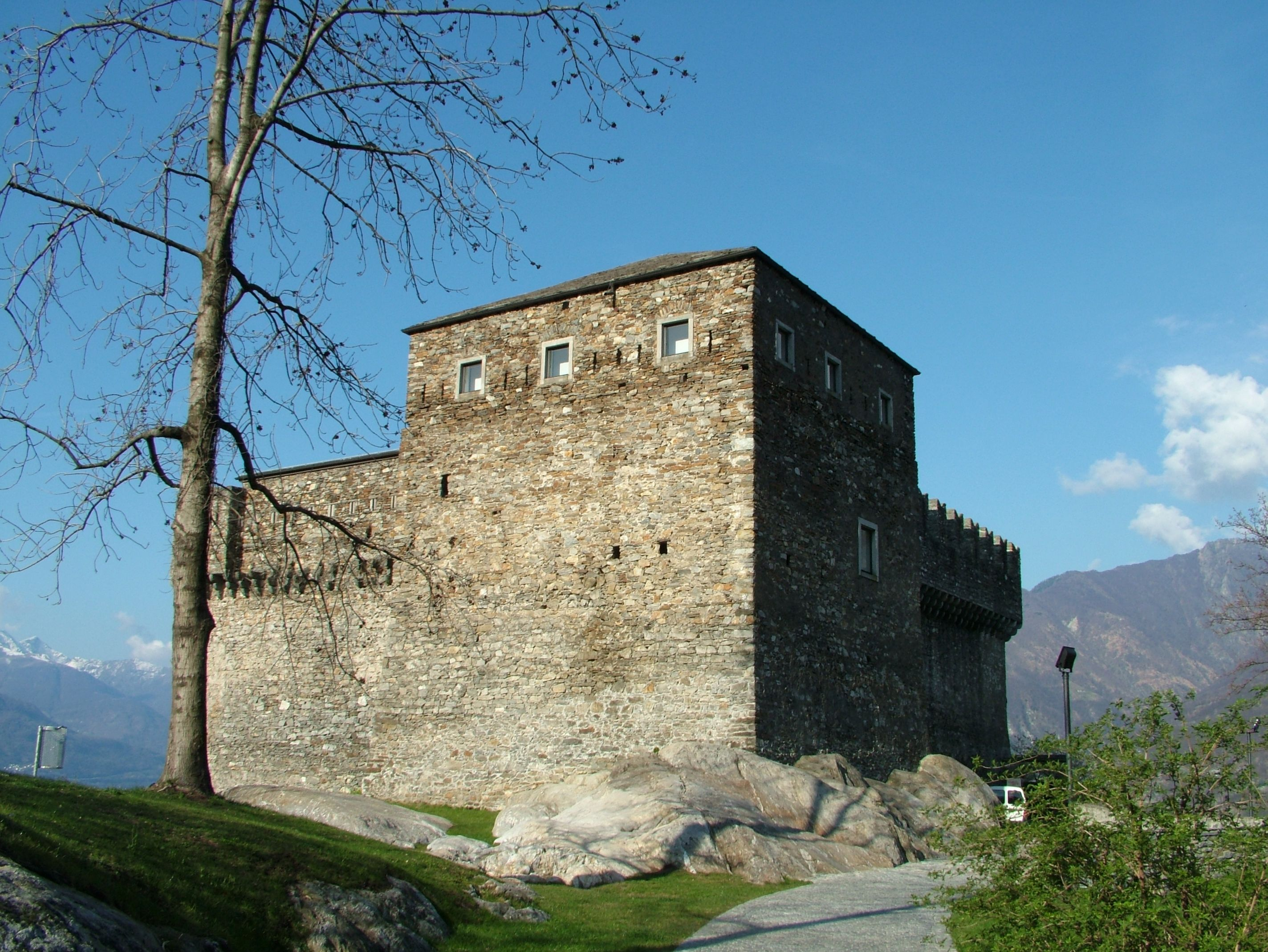
Замок Сассо Корбаро

Укріплення Кастельгранде були зведені римлянами приблизно в I столітті до н. е. і до XIII століття були єдиною захисною спорудою у місті. Замок Монтебелло, розташований на скелястій вершині на схід від міста, пов'язаний з Кастельгранде кам'яними стінами. У 600 метрах на південний схід від міста на скелястому пагорбі розташований замок Сассо-Корбаро, побудований пізніше від інших міських укріплень, у XV–XVI століттях. Усі три замки є туристичними об'єктами.
У місті знаходяться такі визначні пам'ятки, як романський храм Сан-Б'яджо з фресками XIV–XV століть, храм Святих Петра і Стефана, споруджений в XVI столітті, а також приклад архітектури класицизму — Громадський театр, збудований в 1847 році. У колишньому августинському монастирі розташована адміністрація міста.
Велика дамба довжиною 700 метрів захищає місто від повеней на річці Тічино. Через річку також збудований гранітний міст на 14 арках довжиною 260 метрів і шириною 7 метрів.